# Rio Canguiri
O rio Canguiri é um curso de água que banha o estado do Paraná.